# Echinometridae
De Echinometridae zijn een familie van zee-egels uit de orde Camarodonta.

## Geslachten
- Caenocentrotus H.L. Clark, 1912
- Colobocentrotus Brandt, 1835
- Echinometra Gray, 1825
- Echinostrephus A. Agassiz, 1863
- Evechinus Verrill, 1871
- Heliocidaris L. Agassiz & Desor, 1846
- Heterocentrotus Brandt, 1835
- Plagiechinus Pomel, 1883 †
- Selenechinus de Meijere, 1904
- Zenocentrotus A.H. Clark, 1932